# 마쓰야마 겐타
마쓰야마 겐타(일본어: 松山 健太, 1998년 11월 17일~)는 일본의 축구 선수이다.

## 구단 경력
그는 2021년 J3리그의 이와테 그루자 모리오카에 입단했다. 2021년 J3리그 준우승으로 J2리그로 승격했다. 2023년 J3리그의 가고시마 유나이티드 FC로 이적했다. 2023년 J3리그 준우승으로 J2리그로 승격했다. 2025년 미토 홀리호크로 이적했다.